# Quase Tudo
Quase Tudo é um livro de Danuza Leão que conta as memórias de sua vida de maneira leve e detalhada. O título foi sugerido pelo cartunista e amigo da escritora Millôr Fernandes.
O livro traz a trajetória de uma mulher batalhadora, nascida em Itaguaçu, no Espírito Santo, que chegou ao Rio de Janeiro aos dez anos de idade e deslumbrou-se pelos encantos da Cidade Maravilhosa.
Danuza fala com naturalidade dos lugares que conheceu, das pessoas com quem conviveu, dos amores e tristezas que teve. Sem medo de encarar a vida, trabalhou em diversos lugares, desde boates a redações de jornal. Sempre soube driblar a tristeza através de seu trabalho. Em seu livro fala quase tudo de uma vida de realizações e decepções e dá uma lição àqueles que um dia pensam em desistir de seus sonhos.
Irmã da cantora Nara Leão, amiga de nomes como Fernando Sabino, Di Cavalcanti, Rubem Braga e Vinícius de Moraes, Danuza passou a adolescência em contato com os principais nomes da cultura, música e literatura brasileiras. "Se não tive infância, tampouco tive adolescência. Nunca tive amigas da minha idade nem namorinhos juvenis (…) Aos quinze anos eu ia todo dia à casa de Di Cavalcanti".
Se apaixonou por um dos grandes nomes do jornalismo brasileiro, Samuel Wainer, com quem se casou e teve três filhos. "Fiquei fascinada por aquele homem tão inteligente, com uma vida tão diferente da minha".